# Tuchlin (nazwisko)
Tuchlin – polskie nazwisko, w Polsce nosi je mniej niż 50 osób.
Osoby noszące to nazwisko:
- Paweł Tuchlin (ur. 28 kwietnia 1946 w Górze, zm. 25 maja 1987 w Gdańsku) – seryjny morderca o kryptonimie policyjnym Skorpion.